# بسبوسة بالقشطة

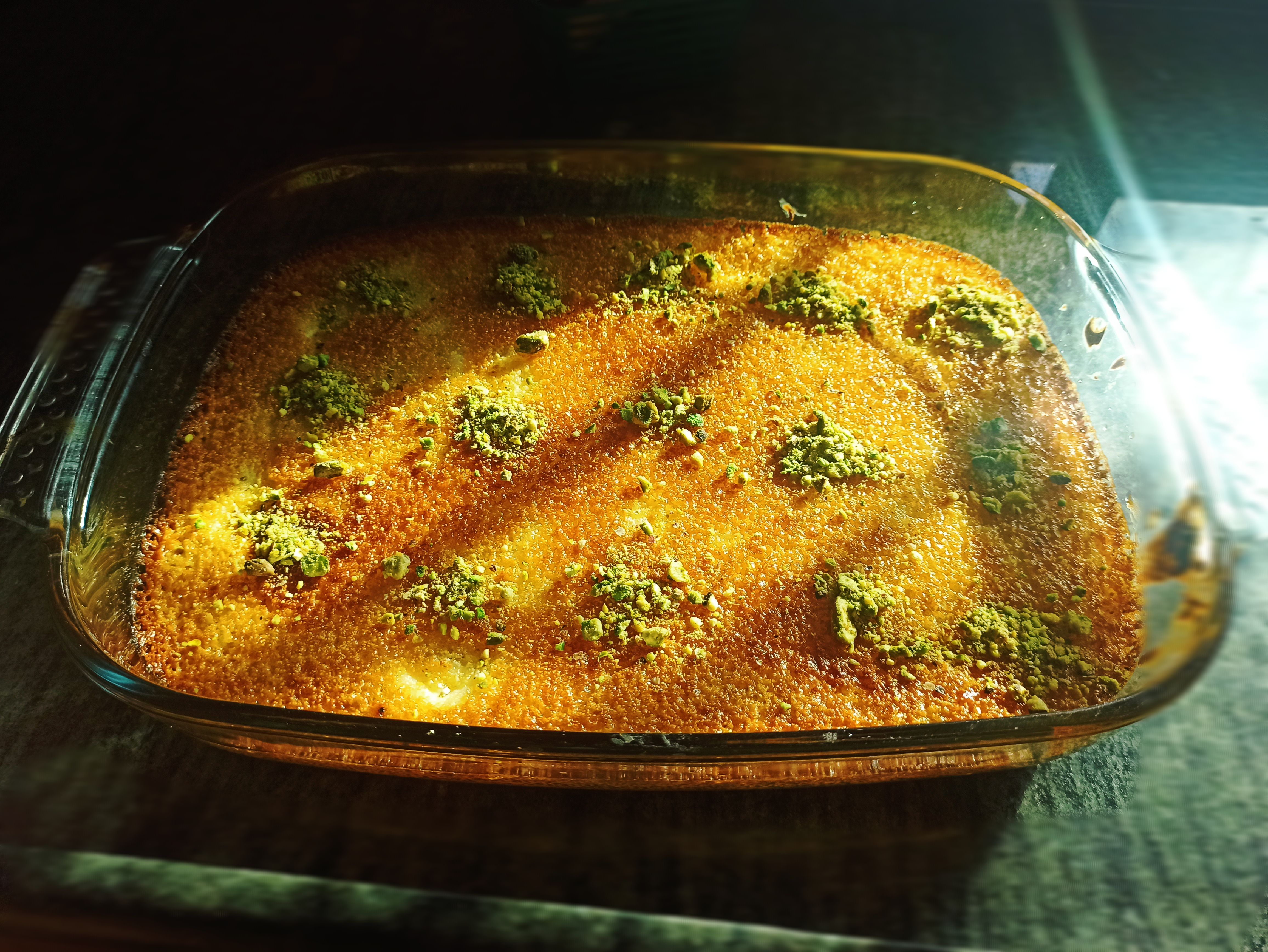
طبق الحلوى البسبوسة باالقشطة المُزيّن بالفستق الحلبي

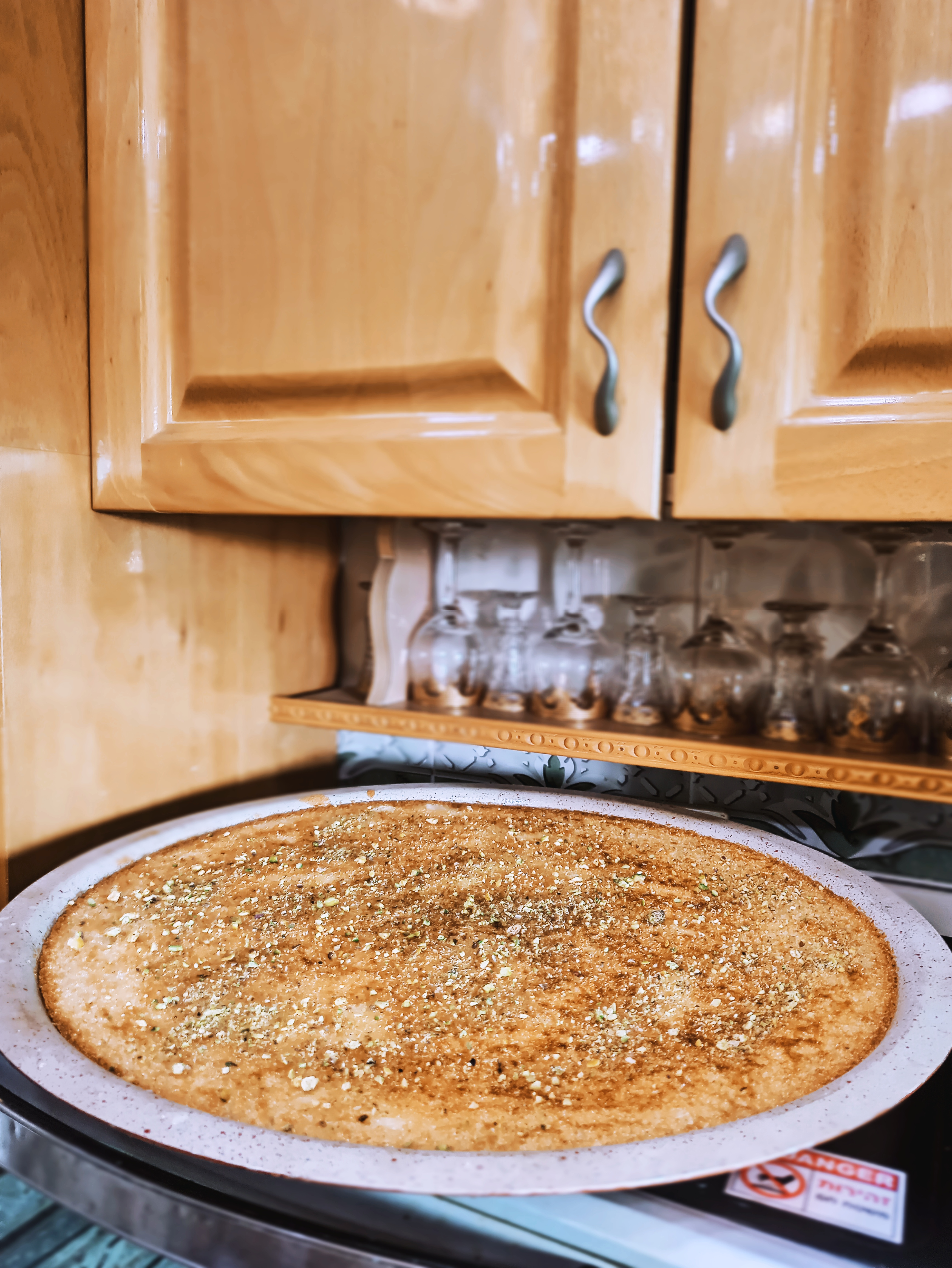

البسبوسة بالقشطة طبق حلى مصري، انتشرت في جميع الدول العربية/ تعد البسبوسة بالقشطة من الأكلات الشعبية والتقليدية المحببة لدى الكثير من العائلات بغض النظر عن المستوى المعيشي للعائلة، تمتاز البسبوسة بالقشطة ببساطتها وسهولة تحضيرها بالمنزل ونجاحها بشكل كبير، يمكن تحضير البسبوسة بالقشطة بمكونات بسيطة ومتواجدة بكل منزل ولا تحتاج للتكلفة المادية العالية. تعدّ البسبوسة بالقشطة من ألذّ الأطباق والتي يفضّلها الكثيرون، وتتعدّد طرق صنعها من بلد إلى آخر ومن منطقة إلى أخرى، اليكم وصفة البسبوسة وهي من الحلويات السهلة الإعداد، فسيدة بمهارة نجمتين (أقل من المتوسط) ستستطيع النجاح في اعدادها، وستكفي هذه الكمية من ستة إلى ثماني أشخاص. تحضر من السميد و سكر ذرور الخبز وزبدة وقشطة علب وبالنسبة للحشو عبارة عن قشطة بلدي وتغطى البسبوسة بالشيرة.

## المكونات

### البسبوسة
مكونات العجينة والقشطة
- كأس من السميد .
- كأس من الطحين .
- كأس من اللبن .
- نصف كأس من السكر .
- ثنين من  ملاعق من البيكنج باودر .
- ثلاث ملاعق من الفانيلا .
- بيضتين متوسطة الحجم .
- نصف كأس من زيت طهي
- علبتين من القشطة .

### الشيرة
مكونات القطر أو الشيرة
- 2 كوب سكر.
- نصف كوب ماء.
- نصف ليمونة صغيرة.
- 1 حبة قرنفل.

### مكونات الحشو
مكونات حشو البسبوسة بالقشطة
- كوب وربع الكوب حليب سائل.
- ثلاث معالق كبيرة نشا.
- كوب قشطة.
- نصف ملعقة صغيرة فانيليا سائلة.
- كوب وربع قطر (شيرة أو شربات).
- ملعقة كبيرة فستق حلبي.

## طريقة التحضير

### القطر
كل كأس من الماء يحتاج لكأسين من السكر وماعقتين من عصير الليمون الطبيعي، نضع الماء والسكر على النار ونحرك السكر حتى يذوب، من ثم نضيف الليمون ويترك القطر على النار حتى يصبح كثيفاً يحتاج لمدة ما بين العشرة دقائق لى ربع ساعة ليصبح جاهزاً، يترك ليبرد بدرجة حرارة المطبخ.

### البسبوسة
في طبق عميق نضع السميد والسكر وجوز الهند والزبدة المذابة، واللبن والبيض والبيكينج باودر والفانيليا، وباستخدام ملعقة خشبية تقلب المكونات لقرابة الثلاث دقائق حتى تختلط المكونات وتصبح خليط ناعم ومتجانس، ثم نتركه جانباً.

### الحشو
في قدر ستانلس ستيل متوسط الحجم، نضع الحليب والنشا ونقلب إلى أن يذوب النشا ثم نضع القدر على نار متوسطة مع التقليب المستمر بمعلقة خشبية، عندما يجمد الخليط نبعده عن النار ونضيف القيمر والفانيليا قلبي إلى أن ينسجم القيمر مع الخليط، نترك الحشو يبرد قليلاً.
نقسم البسبوسة ونأحد نصف الخليط وضعيه في الطبق وافرديه جيداً، ثم نضع الحشو فوقه ثم نوزع باقي البسبوسة فوق الحشو، نحاول فرده بظهر الملعقة الخشبية أو بواسطة شوكة ونفرد أو توزيع خليط البسبوسة بهدوء بحيث تغطي الحشو تماماً

### طريقة التحضير كاملة
نحضر البيض ونخفق البياض حتى يتضاعف حجمه من ثمة نضيف السكر ونخفق على سرعة عالية حتى تصبح مثل الكريمة من ثم نضيف بعد ذلك الزيت ونخفق على سرعة متوسطة .
نضيف بعد ذلك اللبن والمكونات السائلة ونحرك باستعمال المضرب اليدوي حتى تتجانس المكونات .
نضيف بعد ذلك الطحين والسميد والفانيلا وخفق على سرعة متوسطة حتى تتجانس جميع المكونات مع بعضها البعض .
نضيف بعد ذلك صفار البيض والبيكنج باودر ونخفق حتى يختفي أثر الصفار بالكامل .
نحضر الصيننية من ثم ندهنها بالقليل من الطحينة و من ثم نضيف الخليط بالصينية .
نضع الصينية بالفرن المسخن مسبقاً ونضعها على حرارة متوسطة حتى تنضج بالكامل .
نحضر القشطة بعد ذلك على وجه البسبوسة من ثم نعيد تحميرها من الوجه مع الانتباه للوجه من الاحتراق .
نقطع البسبوسة إلى قطع مربعة وصغيرة الحجم ومتساوية .
نخرج الصينية من الفرن ونضيف إليها القطر البارد، ونتركها لتتشرب القطر بالكامل وتبرد بالكامل .
تقدم البسبوسة باردة.